# Brantvargspindel
Brantvargspindel (Pardosa alacris) är en spindelart som först beskrevs av Carl Ludwig Koch 1833.  Brantvargspindel ingår i släktet Pardosa och familjen vargspindlar. Arten är reproducerande i Sverige. Inga underarter finns listade.